# Lo Canet dau Luc
Lo Canet dei Mauras (en francès Le Cannet-des-Maures) és un municipi francès situat al departament del Var i a la regió de Provença – Alps – Costa Blava.

## Demografia
| 1962                                       | 1968  | 1975  | 1982  | 1990  | 1999  | 2006  |
| ------------------------------------------ | ----- | ----- | ----- | ----- | ----- | ----- |
| 1.063                                      | 1.435 | 1.699 | 2.320 | 3.126 | 3.478 | 3.880 |
| Des de 1962: població sense dobles comptes |       |       |       |       |       |       |

## Administració
| Període | Identitat        | Partit |
| ------- | ---------------- | ------ |
| 2008-   | Jean-Luc Longour |        |